# 渕上彩夏
渕上 彩夏（ふちがみ あやか、1986年7月25日 - ）は、日本のタレント、女優、モデルである。身長165cm、血液型はAB型。
2009年（平成21年）までは福岡県のモデル事務所SOS MODEL AGENCY FUKUOKAに所属し、上京後、パールを経てサンズエンタテインメントに所属（2016年3月31日まで）。
2016年4月に芸能界を引退したが、2018年4月から熊本朝日放送（KAB）の番組『くまパワ+』でMCとして復帰。

## 経歴
1986年（昭和61年）7月25日、現在の熊本県合志市に生まれる。3歳の頃から熊日フォト・サークルやローカルCMに出演するなどローカルモデルとして活動。ルーテル学院高等学校1年生の時に熊本でスカウトされ、本格的に芸能活動を開始する。九州ルーテル学院大学卒業を機に、2009年（平成21年）4月に上京。
バラエティ番組で熊本弁を披露したのをきっかけに、情報番組で取り上げられ、方言をテーマにした番組『方言彼女。』に出演。
2016年3月31日をもって所属事務所サンズエンタテインメントを離れ、芸能界を引退した。
2018年4月に芸能界に復帰し、KAB熊本朝日放送の番組『くまパワ+（プラス）』MCや、複合商業施設『COCOSA』のCMに出演している。

## 人物
- チワワ「チコ」を飼っている[要出典]。
- 趣味は読書、映画鑑賞、音楽鑑賞、カラオケ[1]。
- 特技はピアノ、水泳、短距離走[1]。保育園から水泳を習っていた[要出典]。
- 座右の銘「人生一度きり。毎日後悔しないように思い切り楽しむ。」[要出典]
- 3歳年上の姉がいる[要出典]。
- カラオケでよく歌う曲はBoA、安室奈美恵、アヴリル・ラヴィーンなど、バラードが多い[要出典]。
- 安東あゆか、南知里と仲がいい[5]。

## 出演

### 映画
- 僕たちは世界を変えることができない。（2011年9月23日公開）

### テレビ番組
- マルさまぁ〜ず第19回（2010年8月11日、TBS）
- 方言彼女。 （2010年10月4日、東名阪ネット6ほか）
- DRESS（2010年11月29日、毎日放送）
- 全力坂（2011年1月14日、2月16日、テレビ朝日）
- 妻と罰（2011年1月、TBS）
- 方言彼女。2（2011年4月、東名阪ネット6ほか）
- カイモノラボ（2011年4月4日、TBS）
- プレミアムカイモノラボ（2011年4月、BS-TBS）
- スポルたん!LIVE（2011年4月16日 - 2016年3月26日、仙台放送）
- SmaSTATION!!（2011年5月21日、6月25日、テレビ朝日）
- 秘密のケンミンSHOW（2011年5月26日、読売テレビ）
- さまぁ〜ずのヤリタ☆ガ〜リ〜（2011年7月28日、TBS）
- 24時間テレビ34 チャリティーイベント in 横浜・日産スタジアム東ゲート前広場（2011年8月21日、日本テレビ系列）
- ゴッドタン（テレビ東京）

「オオギリッシュNIGHT」（2011年11月26日、2012年1月21日・28日、8月25日、2013年12月7日、2014年3月8日、7月19日、2015年3月28日）
「マジ赤面 バカリズムに女友達を」（2014年1月18日）
「コンビ愛確かめ選手権」（2014年5月31日）
「問題児更正!川島学園」（2014年10月4日）
- ぶらかるちゃ（2011年12月21日、2012年1月4日、J:COMチャンネル）
- うまいッ！ (2012年6月17日放送、NHK総合)
- アグレッシブですけど、何か? (2012年8月1日、8月8日、広島ホームテレビ)
- 24時間テレビ35 チャリティーイベント in 横浜・日産グローバル本社ギャラリー（2012年8月26日、日本テレビ系列）
- 方言なでし娘（2012年10月23日、テレビ静岡）
- 方言彼女。0-LOVE-（2012年4月、東名阪ネット6ほか）
- 東京ワンダフルライフ(2013年3月2日、熊本朝日放送)
- リッチマン、プアウーマン スペシャル（2013年4月1日、フジテレビ）
- 通販ライフ ネギリ屋 (2014年2月11日、TBS)
- 村上マヨネーズのツッコませて頂きます! （2014年4月27日 - 、関西テレビ）
- さまぁ〜ずのご自慢列島ジマング（2014年10月14日）
- くまパワ+（プラス）（2018年4月7日 - 、熊本朝日放送）※MC

### ラジオ番組
- くにまるジャパン「クイズレストランジャポネ」（2011年1月21日・28日、文化放送）※アシスタント
- 志村けんのFIRST STAGE〜はじめの一歩〜（2012年4月14日、FM熊本ほか）
- Yakult presents 小さな小さな物語（2013年8月11日・18日・25日、TOKYO FM）
- 今日は一日“SORAソング”三昧 ヒコーキ・ラジオ NHK002便（2014年11月24日、NHK-FM）

### 舞台
- Arts Fusion in KANAGAWA Part2「リボンの騎士〜鷲尾高校演劇部奮闘記〜」- 我孫子さやか役（2011年2月26日・27日、神奈川県立青少年センターホール）[6]

### CM
- ホーユー株式会社 ビューティーラボ ふりふりホイップヘアカラー[7]
- 株式会社十八銀行
- ハウステンボス
- ブルーシールアイスクリーム（2003年）
- 味千ラーメン
- 岡山ビューティーモード「企業」TVCF
- 富士重工業株式会社「スバルステラ」TVCF
- 株式会社セガトイズ「コラッキー」TVCF
- シャディ株式会社 「モアージュ」 TVCF（日本テレビ系列2011年8月8日〜2週間）
- 方言彼女。×パナソニック カミソリシェーバー ラムダッシュ コラボ企画[8]（WEB動画、2012年5月11日配信）
- Right-on ×方言彼女。（WEB動画、2012年9月18日から2013年2月末まで毎月7本ずつ配信）
- 田辺三菱製薬株式会社 フルコート®f 「スマート」篇(2012年11月〜)
- COCOSA（2019年4月 - ）[9]
- 住人といろ[10]（2022年9月 - ）[11]

#### インフォマーシャル
- イミュ株式会社 デジャヴュ ファイバーウィッグ エクストラロング（2011年1月、テレビ朝日※全力坂番組内）
- 富士重工業株式会社 ステラ CM（仙台放送※スポルたん!LIVE番組内）

### 携帯動画
- アプリエール瀧 -メス役（2010年11月18日配信、ドコモマーケット）
- 美少女デート〜あなたが選ぶ、理想の彼女〜（2011年3月1日配信、BeeTV）[12]

### 雑誌・情報誌
- 月刊タウン情報 クマモト (2009年以前発売日不明、2012年1月27日、ウルトラハウス)
- Fd (ディーズクリエーション)
- ブライダル情報誌くまもとメモリー (メディアプレス)
- ブライズデイウエディング (ザメディアジョンサイズ)
- CanCam 8月号 (2009年6月23日、小学館)
- spring ヘア&ビューティ (2009年8月23日、宝島社)
- mina 11月号 (2009年9月18日、主婦の友社)
- PINKY 11月号 (2009年9月23日、集英社)
- ロング&セミロングBOOK 205style (2009年9月28日、晋遊舎)
- mini 12月号 (2009年11月1日、宝島社)
- steady. 12月号 (2009年11月7日、宝島社)
- Be Bridal HIROSHIMA Weddings Vol.5 (2009年11月25日、ザメディアジョンサイズ)
- 美的 4月号 (2010年2月23日、小学館)
- 東京ウォーカー (2010年3月3日、角川マーケティング)
- spring ヘア&ビューティ (2010年3月、宝島社)
- DAIGAKU Style (2010年6月頃)
- JJ (2011年2月23日、光文社)
- MAMOR (扶桑社)
  - 2012年4月号（2012年2月21日） - 百里基地を訪問し航空自衛隊の制服を着て撮影、表紙と巻頭グラビアを飾った。
  - 2013年1月号（2012年11月21日） - 上記の写真を使ったカレンダー。
- EX大衆4月号 (2012年3月15日発売、双葉社)
- ふれあいの窓 (2012年5月から毎月掲載、都営交通)
- ガールズバイカー (2012年9月15日発売、2014年9月1日発売、造形社)
- モトモト1月号 (2012年12月6日発売、造形社)
- warp MAGAZINE JAPAN 3月号 (2015年1月24日発売、トランスワールドジャパン)

### 新聞
- 熊本日日新聞（2011年4月7日、2011年10月13日、2011年12月3日）

### web TV
- タケミネット （2009年6月27日、7月18日、8月29日、あっ!とおどろく放送局）※ゲスト出演
- さなのサンズの川でジョッキ飲み(仮)（2011年7月21日、2011年7月28日、2011年08月11日、2011年9月15日、2011年10月18日、2011年11月01日、2011年12月13日ニコジョッキー/ニコニコ生放送）
- 南まりかのニコジョッキー(2011年10月27日、2011年11月24日、ニコジョッキー/ニコニコ生放送)
- 小林恵美のFの誘惑(2011年11月17日、2011年12月15日、2012年2月16日、ニコジョッキー/ニコニコ生放送)
- notty★LIVE7時間!（2012年4月から不定期出演、NOTTV）
- ふっちーの自分が1番（2012年-、ニコジョッキー）

### ショーイベント
- 「資生堂」
- 「城山観光ホテル」
- 「ナリス化粧品」
- Color-i Collection Vol.6（2011年9月25日）
- BREAK GIRLS FESTIVAL（2011年12月30日）
- 福岡アジアコレクション（2012年3月25日）

### web記事
- 【地方在住者 必見!!】 熊本出身の若手タレント・渕上彩夏さんが語る、東京でのタレント活動！[13]（2012年3月、ENTER）